# Infirmarz
Infirmarz, infirmiarz lub infirmarian – zakonnik, który opiekował się chorymi, pielęgnując ich i podając przepisane przez medyka lekarstwa. Troszczył się też o stan ducha swych podopiecznych. Zwykle wyznaczano do tej funkcji braci zakonnych, którzy odznaczali się zarówno walorami fizycznymi (byli rośli i silni), jak i duchowymi (pogodni i życzliwi).